# Constantino I de Imericia
Constantino I (en georgiano: კონსტანტინე I, Konstantine I; muerto en 1327), de la Casa de Bagrationi, fue rey de Imereti de 1293 a 1327.

## Ascensión y guerra civil
Hijo del rey de Georgia David VI Narin y su mujer, Tamar Amanelisdze, o de una princesa Palaeóloga. Constantino sucedió a su padre en el trono de Imereti en 1293. A diferencia de sus homólogos orientales, Constantine permaneció independiente de la hegemonía Ilkhanida, pero afrontó una seria inestabilidad interna ya que su hermano menor más joven Miguel se oponía a su ascensión y capturó las regiones de Racha, Lechkhumi, y Argveti. Los nobles de Imereti intentaron en vano reconciliar a los hermanos y el conflicto continuó afectando al país.
Los grandes nobles aprovecharon la situación para afirmar su autonomía. Jorge I Dadiani, Duque de Mingrelia, sometió gran parte del ducado de Tskhumi y expandió sus posesiones hasta Anacopia. Los Shervashidzas se atrincheraron en Abjasia, los Gurieli en Guria, y los Vardanidze en Svaneti, mostrando poca observancia a la autoridad real. Constantino murió entre estos alborotos en 1327, sin sucesión y su hermano Miguel le sucedió como rey.

## Cultura
Constantine es conocido por haber devuelto el  Monasterio de la Cruz en Jerusalén a poder georgiano en 1305. También restauró y repintó el monasterio. Sus contribuciones son destacadas en un documento instituyendo el Agape,  el 21 de mayo, la festividad  Constantino el Grande. Constantino podría haber sido una persona sin identificar que aparece en un fresco en Ienashi en Svanetia. Sus vínculos con aquella región son conocidos por un diploma emitido por Constantino a favor del clan esvano Goshkoteliani.